# Попов, Сергей Анатольевич
Серге́й Анато́льевич Попо́в (род. 28 апреля 1960, Ленинград) — российский политический деятель, банкир. Депутат Государственной Думы РФ I созыва, депутат Ленсовета XXI созыва (1989—1993), Президент Ассоциации коммерческих банков Санкт-Петербурга Архивная копия от 23 марта 2009 на Wayback Machine (1992—1996).

## Биография
Родился 28 апреля 1960 года в Ленинграде в рабочей семье, русский.

### Образование
В 1983 году окончил Ленинградский политехнический институт им. М. И. Калинина по специальности «инженер-механик гидромашиностроения».

### Работа
В 1983—1990 занимался научной и преподавательской деятельностью на кафедре кафедре Гидромашиностроения Энергомашиностроительного факультета ЛПУ им. М. И. Калинина. Обучался в аспирантуре ЛПИ. С 1983 по 1990 член КПСС. В 1995 году получил квалификацию «Магистр государственного управления» в Российской академии народного хозяйства и государственной службы.
В 1992—1996 являлся президентом и исполнительным директором Ассоциации коммерческих банков Санкт-Петербурга Архивная копия от 23 марта 2009 на Wayback Machine. В 1996-2002 годах работал в "Промышленно-строительном банке" Санкт Петербурга,
в 2002-2010 годах работал в ЗАО "Балтийский Банк", в 2010 году советник председателя правления ОАО АКБ "Держава". С ноября 2010 года заместитель председателя правления ОАО АКБ "Держава".

## Политическая деятельность
В 1989 году участвовал в работе учредительного съезда Ленинградского Народного фронта;
в 1990-1992 годах депутат Ленсовета, был членом плановой и финансово-бюджетной комиссии;
в 1992 году стал одним из организаторов клуба «Новые либералы»;
Депутат Государственной Думы РФ первого созыва (1993—1995) от Юго-Восточного избирательного округа №212, Санкт-Петербург (победил, набрав 17,11% голосов). Был членом фракции «Выбор России», членом Комитета по бюджету, налогам, банкам и финансам. В марте 1994 года член инициативной группы по созданию партии Демократический выбор России (ДВР). 14 марта 1995 года вышел из фракции и вступил в депутатскую группу «Стабильность».

## Личная жизнь
Женат, имеет двух сыновей.